# 庫利約甘河
庫利約甘河是俄羅斯的河流，屬於鄂畢河的左支流，由漢特-曼西自治區負責管轄，河道全長342公里，流域面積6,860平方公里，河水主要來自融雪，流經瓦休甘平原。